# 拉克什夫卡
48°19′49″N 35°5′39″E / 48.33028°N 35.09417°E
拉克什夫卡（烏克蘭語：Ракшівка）是烏克蘭中部的村莊，隸屬第聶伯羅彼得羅夫斯克州的第聶伯羅區。該村處於莫克拉蘇拉河右岸，海拔高度85米，2001年人口177。